# ريتشارد هايدن
ريتشارد هايدن (بالإنجليزية: Richard Haydn)‏ هو مخرج وممثل بريطاني، ولد في 10 مارس 1905 بلندن في المملكة المتحدة، وتوفي في 25 أبريل 1985 في الولايات المتحدة بسبب نوبة قلبية.

## أعمال

### أفلام
- (1945) مغامرة
- (1951) أليس في بلاد العجائب[5][6][7]
- (1965) صوت الموسيقى[8][9][10]
- (1974) فرانكنشتاين الصغير[11]

## وصلات خارجية
- ريتشارد هايدن على موقع IMDb (الإنجليزية)
- ريتشارد هايدن على موقع ألو سيني (الفرنسية)
- ريتشارد هايدن على موقع ميوزك برينز (الإنجليزية)
- ريتشارد هايدن على موقع تيرنر كلاسيك موفيز (الإنجليزية)
- ريتشارد هايدن على موقع أول موفي (الإنجليزية)
- ريتشارد هايدن على موقع قاعدة بيانات برودواي على الإنترنت (الإنجليزية)
- ريتشارد هايدن على موقع قاعدة بيانات الأفلام السويدية (السويدية)
- ريتشارد هايدن على موقع إن إن دي بي (الإنجليزية)
- ريتشارد هايدن على موقع ديسكوغز (الإنجليزية)
- ريتشارد هايدن على موقع قاعدة بيانات الفيلم (الإنجليزية)